# Münzen von Gortyn
Die antiken Münzen von Gortyn kamen ab der Mitte des 5. Jahrhunderts v. Chr. in Umlauf. Wie bei den meisten Städten auf Kreta, ist auch in Gortyn das Prägen von mythologischen Münzmotiven dominant. Bei allen kretischen Silbermünzen handelt es sich um Statere, die ein Gewicht zwischen 11,50 g und 12 g  besitzen und sich in ihrem Münzfuß nach dem äginetischen Standard richten. Der Stater ist eine Didrachme.

## Chronologie der Münzprägung
Historisch gesehen ist Kreta, am Rande des griechischen Kulturraumes liegend, nach dem Untergang der  minoisch-mykenischen Zivilisation nur von geringer Bedeutung.
In den folgenden Jahrhunderten bildeten sich eine Reihe von selbstständigen Poleis heraus, wobei unter anderem Gortyn bereits seit dem Neolithikum besiedelt ist und auch in Homers Ilias Erwähnung findet.
- Es ist eine sehr enge Beziehung zwischen Ägina und Kreta bekannt; vermutlich, da die Äginiter ab 520 v. Chr. Cydonia an der Nordküste der Insel besiedelten. Darin liegt wohl die Begründung, dass die Kreter zunächst keine eigenständigen Münzprägungen hervorbrachten, sondern die äginitischen Statere zwischen ca. 480 und 457 v. Chr. imitierten. Auch für die ersten unabhängigen Prägungen dienten sie als Schrötlinge.

- Die ersten autonomen kretischen Münzen wurden etwa zwischen 450 und 425 v. Chr. in Gortyn und Phaistos geprägt. Zu dieser Zeit müssen sie in einer engen Allianz gestanden haben, da sie identische Typen entwickelten: Europa auf einem Stier auf der Vorder- und, in Incusum, einen frontalen Löwenkopf in quadratischem Rahmen auf der Rückseite. Als Münzlegende findet sich vereinzelt die retrograde Inschrift ΓOPTVNOΣ  TO CAΣMA oder ΓOPTVNOΣ  TO CΑΙΜΑ [ΕΙΜΙ] („Ich bin das Geprägte von Gortyn“[2]). Die Münzen fallen in den beiden Städten aber noch ausgesprochen plump aus. Die Löwendarstellung scheint keinerlei Bezug zu einem lokalen Mythos zu haben, ist jedoch auch am Ende des 6. Jh. oder zu Beginn des 5. Jh. auf Münzen aus Kyrene und konstant auf antiken samischen Münzen geprägt. Da es sich zu diesem Zeitpunkt um einen sehr bekannten Münztypus handelt, könnte er von Phaistos und Gortyn, der der dominantere Partner war, mangels weiterer lokaler Darstellungen von Relevanz und Individualität übernommen worden sein. Neben dem Löwenkopf existieren ebenso Prägungen mit dem Kopf des Hermes auf der Rückseite.

- Erst ab 380 v. Chr. gab es ein breiteres Spektrum mit einer merklichen Verbesserung in Stil und Ausführung. In der Mitte des 4. Jahrhunderts schien sich die Allianz zwischen Gortyn und Phaistos aufgelöst zu haben, da fortan neue und individuelle Münzen der beiden Städte vorhanden waren. Für Gortyn ist dies auf der Vorderseite weiterhin Europa, fortan allerdings meistens in einer Platane sitzend und auf der Rückseite nun als einzelnes Motiv ein sich umblickender Stier. Gelegentlich ist als Münzlegende ΓOPTY vorhanden.

- Etwa um 320 v. Chr. wurden für die Prägung keine äginitischen Stratere oder ältere gortynische und phaistische Münzen mehr als Schrötlinge genutzt, sondern sie waren ausländischer Herkunft. Die meisten stammten aus Kyrene[3] und einige aus Böotien und Sikyon. Die Abhängigkeit von importiertem Silber blieb weiterhin bestehen.

- Ab ca. 270 v. Chr. wurde der äginitische Münzfuß verworfen und es wurde zum phönikischen übergegangen. Standard war fortan eine Didrachme von 6,21 g bis 6,68 g. Die Erklärung für den Wechsel ist offenbar darin zu finden, dass auch Kyrene zu dieser Zeit den phönikischen Münzfuß verwendete. Durch den Gebrauch dieser Prägungen für die kretischen Schrötlinge ist der Übergang nur folgerichtig.
- Die ersten Bronzeprägungen wurden um 260 v. Chr. oder 250 v. Chr. vorgenommen, da immer weniger Geld von außerhalb nach Kreta gelangte. Die Ursache hierfür wird in der Abnahme der Anwerbung von kretischen Söldner gesehen. Es erreichte immer weniger Soldgeld die Insel und somit verringerte sich auch das verfügbare Material für die Silberprägungen. Man ging zur Ausgabe von Bronzemünzen über und der Gebrauch von Silbermünzen wurde bis auf wenige Ausnahmen verboten. Dies waren jene silbernen Münzen, die bereits stark abgenutzt waren; sie wurden mit Gegenstempeln versehen und für Kriegszwecke eingesetzt.

## Motive

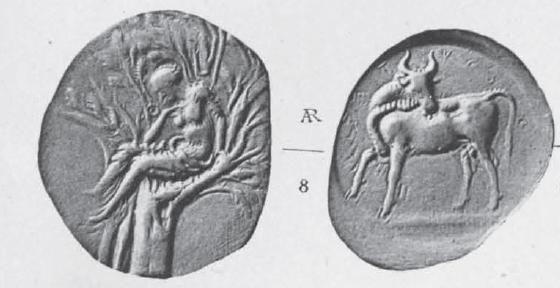
Auf der Vorderseite Europa auf einer Platane sitzend, auf der Rückseite Zeus als Stier. Abbildung aus Greek coins and their parent cities (1902)

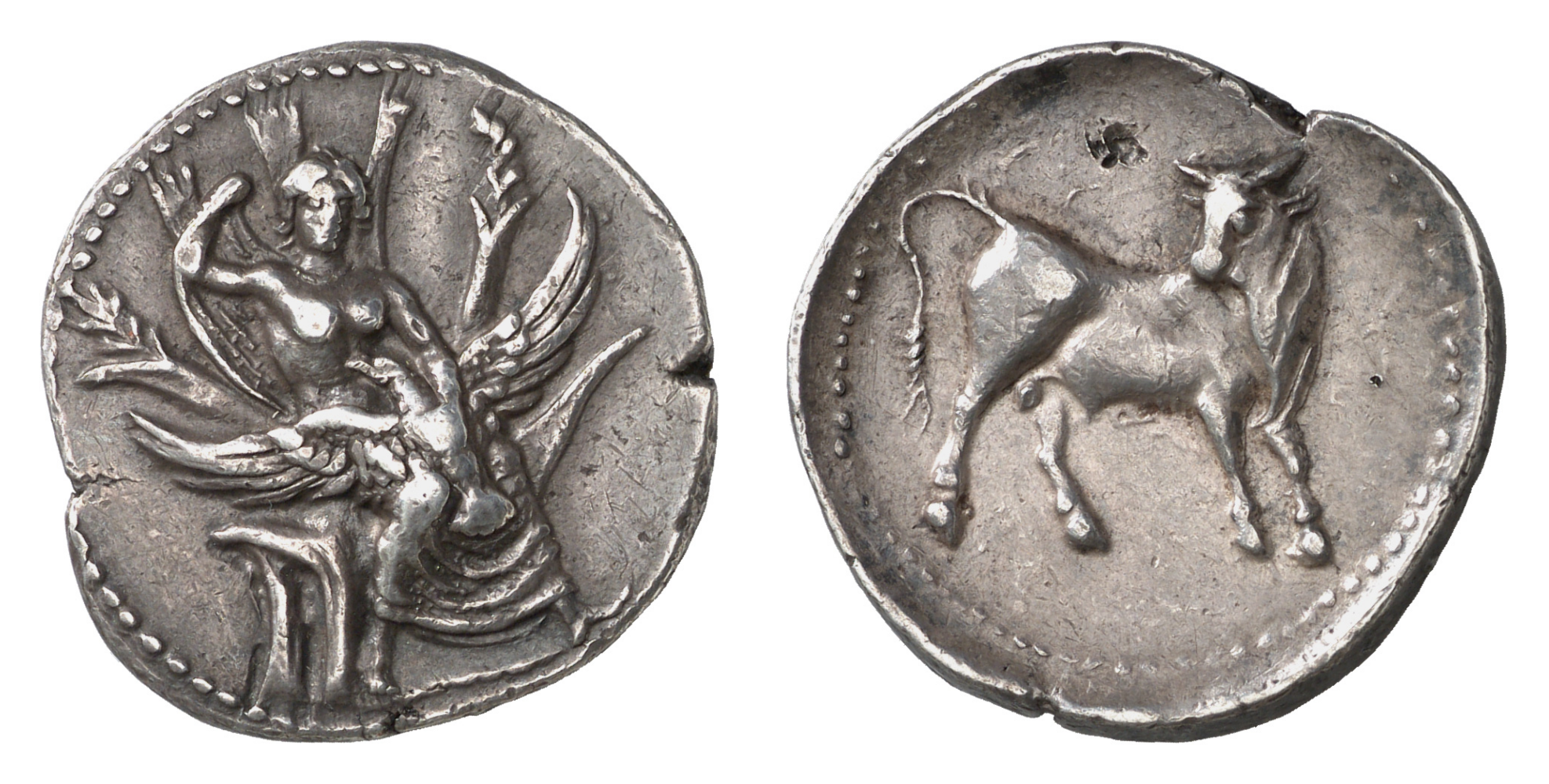
Auf der Vorderseite Europa auf einem Baum sitzend mit einem Adler im Schoß, auf der Rückseite Zeus als Stier. Abbildung aus dem Interaktiven Katalog des Münzkabinetts Berlin (Objektnummer 18200144)

Die Münzen von Gortyn zeigen als zentrales Motiv auf der Vorderseite die phönikische Prinzessin Europa auf einem Stier oder in einer Platane sitzend und auf der Rückseite einen zurückblickenden Stier, der den verwandelten Zeus darstellt. Diese Deutung ist aufgrund des Mythos um Europa und Zeus zu erklären. Nach der Entführung der Europa gelangt Zeus an die kretische Küste, wo er seine tierische Gestalt ablegt. Der Legende nach soll diese Ankunft in Gortyn geschehen sein. Der mythische König von Kreta, Minos, soll dort unter einer Platane von Zeus und Europa gezeugt worden sein. Der Sage nach war es eine immergrüne Platane, die in Gortyn als heiliger Baum verehrt wurde. In Zusammenhang mit dem lokalen Mythos und Gortyn als ausgebender Stadt der Münzen ist die Identifizierung der Frau als Europa möglich.
Auf Münzbildern ab 300 v. Chr. ist die Ikonographie noch eindeutiger, da im Schoß der Europa ein Adler, ein eindeutiges Attribut des Zeus, geprägt wurde.

## Besonderheiten
Die Stadt Sybrita in Zentralkreta war im vierten Jahrhundert mit Gortyn verbündet und übernahm zwischen 360 und 330 v. Chr. die Statere von Gortyn mit der Darstellung Europas und des Zeus in Stierform. Zu unterscheiden sind sie primär durch die Legende ΣΙΒΡΙΤΙΩΝ. Des Weiteren sitzt die Europa auf den Stateren von Sybrita nach links gewandt in der Platane, auf jenen von Gortyn hingegen immer nach rechts. Soweit bisher bekannt, existiert von dieser Prägung nur eine marginale Anzahl. Obwohl die Adaption des Motivs nur drei Jahrzehnte andauerte, bestand der Vertrag zwischen den beiden Städten noch deutlich länger; man kann jedoch nicht von einer Bündnisprägung für den genannten Zeitraum sprechen.